# Jerry Ross
Jerry Lynn Ross (* 20. Januar 1948 in Crown Point, Indiana) ist ein ehemaliger US-amerikanischer Astronaut und hat als erster Mensch sieben Raumflüge unternommen.

## Ausbildung
Ross studierte Maschinenbau an der Purdue University, schloss 1970 mit einem Bachelor ab und erhielt 1972 einen Master.
Daraufhin ging er zur US-amerikanischen Luftwaffe und war auf der Wright-Patterson Air Force Base in Ohio in den Forschungslaboren für Staustrahltriebwerke beschäftigt. Dort fertigte er Studien über Überschallraketen an, die auf einem Gleisschlitten gestartet werden. Diese Studien wurden für die spätere ASALM-Rakete verwendet. Von 1974 bis 1975 war er der Chef der dortigen Forschungseinrichtungen.
1976 absolvierte er den Testfliegerkurs der Luftwaffe und ging dann zur Edwards Air Force Base in Kalifornien. In seiner neuen Aufgabe wurde er zum Testpiloten der Boeing RC-135S und der Rockwell B-1. Als leitender Testpilot des B-1-Projekts kümmerte er sich um die Flugkontrollsysteme des Bombers, wies alle Mannschaftsmitglieder der Testbesatzungen ein und war für die Erstellung der Missionsplanung verantwortlich.
Er hat über 21 verschiedene Flugzeugtypen geflogen und über 3.900 Flugstunden absolviert, die meisten davon in Militärflugzeugen. Offiziell schied er am 31. März 2000 aus der Luftwaffe aus.

## Astronautentätigkeit
1979 wurde Ross Nutzlastoffizier für das Space Shuttle im Lyndon B. Johnson Space Center. Ein Jahr später wurde er als Astronaut ausgewählt und bekam als Spezialgebiete den Greifarm des Space Shuttles sowie Außenbordtätigkeiten (EVAs) zugewiesen.
Er war in den Unterstützungsmannschaften für die Raumflüge STS-41-B, STS-41-C und STS-51-A sowie Verbindungssprecher (CapCom) für die Raumflüge STS-41-B, STS-41-C, STS-41-D, STS-51-A und STS-51-D.

### STS-61-B
Bei dieser Mission mit dem Shuttle Atlantis, bei der drei Kommunikationssatelliten ausgesetzt wurden, war er Missionsspezialist. Dabei führte Ross zusammen mit Sherwood Spring zwei Außenbordeinsätze durch, bei denen Techniken zum Zusammenbau von Konstruktionselementen in der Schwerelosigkeit getestet wurden. Der Flug war der zweite Nachtstart eines Space Shuttles und musste um eineinhalb Stunden verkürzt werden, da schlechtes Wetter eine Landung sonst unmöglich gemacht hätte.

### STS-62-A
STS-62-A sollte im Juli 1986 als erste Shuttle-Mission vom Space Launch Complex 6 auf der Vandenberg Air Force Base starten. Robert Crippen hätte die Discovery auf der ersten Shuttle-Mission auf einem polaren Orbit für das US-Verteidigungsministerium kommandiert. Die Crew hätte neben Crippen aus Guy Gardner, Dale Gardner, Richard Mullane, Jerry Ross sowie dem Militärastronauten John Watterson (MSE) und dem Politiker Edward Aldridge bestanden. Der Flug wurde abgesagt, nachdem sich das US-Verteidigungsministerium nach dem Challenger-Unglück aus dem Shuttle-Programm zurückzog. Auch später startete kein Shuttle mehr von der Vandenberg Air Force Base.

### STS-27
Diese viertägige Mission mit dem Shuttle Atlantis war ein geheimer Auftrag des US-Verteidigungsministeriums, bei dem im Dezember 1988 der Aufklärungssatellit Lacrosse 1 ausgesetzt wurde.

### STS-37
Bei dieser Mission, ebenfalls mit der Raumfähre Atlantis, wurde im April 1991 das Gammastrahlenobservatorium CGRO ins Weltall gebracht. Da es Probleme mit der Aktivierung der Antenne gab, mussten Ross und sein Kollege Jay Apt einen nicht geplanten Ausstieg ins All vornehmen, während dessen sie nach fünfzehn Minuten die Antenne manuell aktivieren konnten. Am Folgetag führten Apt und er einen weiteren, planmäßigen Weltraumausstieg durch, so dass Ross während dieser Mission 10 Stunden und 49 Minuten außerhalb der Raumfähre war.

### STS-55
Ross’ vierter Flug führte ihn mit der Raumfähre Columbia ins All. Der Flug ist in Deutschland als zweite deutsche Spacelab-Mission „D-2“ bekannt. Der zehntägige Flug musste wegen verschiedener technischer Probleme mehrmals verschoben werden und konnte erst am 26. April 1993 beginnen. Bei der Mission wurde das erste Mal eine IMAX-Kamera mitgeführt. Auch auf diesem Flug spielte das Wetter bei der Landung nicht mit und somit musste die Raumfähre auf der Edwards Air Force Base landen. Mit an Bord befanden sich zwei deutsche Astronauten, Ulrich Walter und Hans Schlegel, die ihren ersten Raumflug unternahmen.

### STS-74
Seinen fünften Flug absolvierte er wieder mit der Raumfähre Atlantis, die das in Russland entwickelte und gebaute Kopplungsmodul SDM zur Raumstation Mir brachte. Ziel der Mission war es, die Raumstation mit Versorgungsgütern zu beliefern. Auch bei dieser Mission wurde wieder eine IMAX-Kamera mitgeführt. Mit den so entstandenen Filmen konnten sich später viele Kinobesucher in aller Welt mit beeindruckenden Bildern aus dem Weltraum ein Bild vom Leben und Arbeiten auf der Station machen.  Bei dieser Mission spielte das Wetter für eine Landung mit, und es konnte wie geplant gelandet werden.

### STS-88
Bei dieser Mission ist Ross mit der Raumfähre Endeavour ins All gekommen. Aufgabe dieser Mission war es, das zweite Teilstück der Internationalen Raumstation, den US-amerikanischen Verbindungsknoten Unity, mit dem ersten, schon im All befindlichen russischen Modul Sarja zu verbinden und damit die Raumstation in Betrieb zu nehmen. Ross übernahm drei EVAs und erledigte dabei die Montagearbeiten. Daneben wurden zwei kleinere Satelliten ausgesetzt, davon ein argentinischer. Mit diesem Raumflug zog er mit seinen Astronautenkollegen John Young, der für ihn sein Vorbild ist, Story Musgrave und Franklin Chang-Diaz mit sechs Raumflügen gleich.

### STS-110
Auf seiner letzten Mission kam er wieder einmal mit der Raumfähre Atlantis ins All. Missionsaufgabe war, das erste von bis zu neun möglichen Strukturelementen (S0) der Internationalen Raumstation ins All zu bringen und zu montieren. Hierbei wurde auf die EVA-Erfahrung von Ross zurückgegriffen und er durfte zwei Außenbordeinsätze mit insgesamt 14 Stunden und 9 Minuten Gesamtdauer vornehmen. Nach diesem Flug war er der erste Mensch, der sieben Mal ins Weltall geflogen ist.

### Nach den Raumflügen
Ross übernahm die Leitung des Vehicle Integration Test Office im Johnson Space Center und Chefastronaut für Sicherheit und Ingenieurwesen (NESC). Am 20. Januar 2012 schied er aus der NASA aus.

### Zusammenfassung
| Nr. | Mission  | Funktion           | Flugdatum                        | Flugdauer     |
| --- | -------- | ------------------ | -------------------------------- | ------------- |
| 1   | STS-61-B | Missionsspezialist | 27. November – 3. Dezember 1985  | 06d 21h 04min |
| 2   | STS-27   | Missionsspezialist | 2. Dezember – 6. Dezember 1988   | 04d 09h 59min |
| 3   | STS-37   | Missionsspezialist | 5. April – 11. April 1991        | 05d 23h 32min |
| 4   | STS-55   | Missionsspezialist | 26. April – 6. Mai 1993          | 09d 23h 39min |
| 5   | STS-74   | Missionsspezialist | 12. November – 20. November 1995 | 08d 04h 30min |
| 6   | STS-88   | Missionsspezialist | 4. Dezember – 16. Dezember 1998  | 11d 19h 17min |
| 7   | STS-110  | Missionsspezialist | 8. April – 19. April 2002        | 10d 19h 42min |

## Besonderheiten und Rekorde
- erster Mensch mit sieben Raumflügen (STS-110)
- erster Großvater bei einer EVA (STS-110)
- einziger Astronaut, der fünf Mal mit der Raumfähre Atlantis geflogen ist

## Ehrungen
- Die Grundschule seiner Heimatstadt ist nach ihm benannt worden
- Er ist Ehrendoktor der Purdue University

## Privates
Jerry Ross ist verheiratet und hat zwei Kinder. Seine Frau bereitete persönlich die Raumfahrernahrung vor, die er auf seinen Missionen mit sich nahm und im All verzehrte. Seine Tochter Amy, eine Raumanzug-Designerin der NASA, entwarf die Handschuhe, die er während STS-88 bei seinen Außenbordaktivitäten benutzte.